# Франц Цурк
Франц Цурк (Љубљана, 5. фебруар 1949) српски је унивезитетски професор и конзерватор. Стекао је докторат ликовно-технолошких наука на Факултету уметности Универзитета у Нишу. Дипломирао је на Академији за ликовне уметности у Љубљани, у класи професора Габријела Ступице 1972. године. Последипломске студије на Одсеку за конзервацију и рестаурацију 70авршио код професора Мирка Шубица 1974. године на истој Академији у Љубљани. Имао је 70 самосталних изложби и учествовао на 378 групне изложбе у земљи и иностранству а за свој уметнички рад примио је бројна признања и награде. Члан је многих удружења у Србији и иностранству.

## Живот и каријера
Рођен је 5. фебруар 1949. године у Словенији, где је и дипломирао 1972. године на Академији за ликовне уметности у Љубљани, у класи професора Габријела Ступице. Последипломске студије на Одсеку за конзервацију и рестаурацију завршио код професора Мирка Шубица 1974. на истој Академији. Године 1979. стиче звање доктора ликовнотехнолошких наука и 1992. године стекао звање Музејског саветника.
Од 1969. године је радио за Републички завод за заштиту споменика Словеније. Од 1974. до 1990. године радио је на Академији за ликовну уметност у Љубљани као наставник на предметима Сликарска технологија и Основе методологије у конзервацији.
Једно време предавао је Технике западноевропског и америчког акварела на академији за ликовно уметност у Пекингу, Кина.
Од 1990. године предавао је Неконвенционалне графичке технике на Академији „Минерва” у Гронингену у Холандији.
Од 1991. године ради као конзерватор, а од 1999. године као шеф Одељења за конзервацију у Народном музеју у Нишу.
Од 1991 до 1993. године предавао је Конзервацију у Вишој школи ликовних и примењених уметности у Београду, а од 1994. до 1996. године Методологију конзервације на Академији за конзервацију уметнина у Београду.
Од 1999. године предавао је Конзервацију текстила на постдипломском курсу конзервације на Аристотеловем Университету у Солуну у Грчкој.
Од 2001. године предаје Сликарску технологију на Одсеку за ликовну уметност на Филозофском факултету у Нишу.
Од 2001. године ради као редовни професор на Факултету уметности Универзитета у Нишу, на коме предаје више предмета, Графику и Сликарску технологију, а од 2005. предаје Графику на истом факултету.
Члан је бројних удружења конзерватора и ликовних уметника у земљи и иностранству.
Др Франц Цурк је имао 75 самосталних изложби и учествовао на преко 400 групних изложби у земљи и иностранству и за свој уметнички рад примио је бројна признања и награде. Објавио је две књиге, 84 стручна рада, 25 есеја и ликовних критика и 8 превода.
Активно је учествовао на 13 међународних симпозиума и одржао 22 предавања на научним и стручним скуповима. Водио је 22 истраживачка пројекта.
Конзервирао је 15 непокретних споменика културе и више од десет хиљада покретних споменика културе у земљи и иностранству.
Његови радови налазе се у бројним јавним и приватним колекцијама у земљи и иностранству. Био је учесник 43 ликовне колоније у земљи и иностранству.
О раду др Франца Цурка је до 2013. године објављено 308 библиографских јединица.
Чланство у удружењима
Члан је Удружења конзерватора Србије, Словеначког конзерваторског друштва и Друштва конзерватора, ICOM-a, ETN (Eurepian Textile Network), Удружења ликовних уметника Србије, A.I.A.P.-a, Савеза друштава ликовних уметника Словеније, Друштва ликовних уметника Љубљана, Асоцијације уметника електронских медија и Групе Арте.

## Изложбе
Др Франц Цурк је имао 71 самосталниу изложбу и учествовао на 378 групних изложби у Србији и иностранству.

## Награде и признања
О раду др Франца Цурка објављено је 280 библиографских јединица, а за свој уметнички рад примио је и бројна признања и награде, од којих су значајније 
- 1972. — Студентска Прешернова награда, Љубљана, Словенија;
- 1973. — 3. награда на 8. међународној сликарској манифестацији "Ex-Tempore", Piran, Slovenija;
- 1974. — Откупна награда на 9. Ликаналу, Госпић, Хрватска;
- 1975. — Посебна награда стручног жирија, Иванјица, Србија;
- 1977. — Dyplom honorowy на 10. Ogolnopolski plener przemyslowy, Катовице, Пољска;
- 1982. — Откупна награда на Internationale di Grafica-Intergraf, Удине, Италија;
- 1986. — Откупна награда на 19. Херцегновском зимском салону, Херцег Нови, Црна Гора;
- 1989. — Honory mention, Prix Ars Electronica 89, ORF, Линц, Аустрија;
- 1989. — Признање на 4. Интернационалном Бијеналу Print Exhibit 1989 ROC, Тајпех, Република Кина;
- 1990. — Прва награда, Дигитарт, Будимпешта, Мађарска;
- 1991. — Златна игла, Пролећна изложба Удружења ликовних уметника Србије и Савеза ликовних уметника Војводине, Београд, Србија.[а];
- 1996. — Највише еснафско признање Удружења конзерватора Србије, за конзерваторски рад;
- 2012. — Велика награда Арт Центра, Београд, Србија;
- 2014. — Годишње признање међународне Групе Арте за Изложбу године 2013. у Темишвару, Београд, Србија;
- 2015. — Прва награда 22. Јесењег ликовног салона, Велика Плана, Србија.

## Конзерваторски захвати на непокретним споменицима
- 1969. — откривање и рестаурирање фресака, Жалостна капела церкве Св. Даниела, Цеље, вођство Јанез Повше, надзор Завод за споменишко варство Цеље
- 1970. — откривање фресака, жупна црква Св. Петра, Бистрица об Сотли вођство Франц Цурк, надзор Републишки завод за споменишко варство СР Словеније
- 1970. — откривање фресака, Болфенкова капела, Свете Горе над Бистрицо об Сотли, вођство Франц Цурк, надзор Републишки завод за споменишко варство СР Словеније
- 1971. — откривање фресака, цркава Св. Духа, Человник над Локо при Зиданем Мосту, вођство Франц Цурк, надзор Републишки завод за споменишко варство СР Словеније
- 1971. — откривање и рестаурирање сеоских фресака, Доблар, вођство Франц Цурк, надзор Републишки завод за споменишко варство СР Словеније
- 1971. — откривање фреске на фасади картузијанског манастира Жиче, вођство Франц Цурк, надзор Републишки завод за споменишко варство СР Словеније
- 1971. — патинирање служника и конзола од камена, Светина, вођство Франц Кокаљ, надзор Завод за споменишко варство Цеље
- 1972. — ретуширање фресака, Хајдина при Птују, вођство Иван Боговчић, надзор Завод за споменишко варство Марибор
- 1972. — откривање и рестаурирање фресака, церкев Св. Трије краљи, Бенедикт в Словенских Горицах, вођство Франц Цурк, надзор Републишки завод за споменишко варство СР Словеније
- 1972. — ретуширање зидних слика, Лутрова клет, Севница, вођство Миха Пирнат, надзор Завод за споменишко варство Цеље
- 1972. — ретуширање и парцијалне реконструкције осликане таванице, Пиранско гледалишче, Пиран, вођство Франц Кокаљ, надзор Пирански завод за споменишко варство
- 1977. — обнова осликане фасаде, Кмечка банка, Миклошичева 8, Љубљана, вођство надзор Момчило Вуковић Рестаураторског центера Љубљана
- 1986. — реставрирање и ревитализација средњевековне кашче, Верд, вођство др Франц Цурк, надзор Регионални завод за споменишко варство Љубљана
- 1987. — откривање и рестаурирање зидних слика у салону, Стара пошта, Врхника, вођство др Франц Цурк, надзор Регионални завод за споменишко варство Љубљана
- 1988. — рестаурирање осликаних таваница и реконструкција зидних слика у четири просторије Хрибарјева хиша, Церкље при Крању, вођство др Франц Цурк, надзор Регионални завод за споменишко варство Крањ
- 2015. — конзервација фресака у припрати и олтару и реконзервацја фресака у наосу цркве манастира Св. Богородице у Сићеву, вођство др Франц Цурк.

## Конзерваторски захвати на покретним споменицима
До сада је укупно конзервирао или препараторско обрадио више од 13.000 експоната из музејских и приватних збирки, самостално или као вођа екипе. Између осталог извршио је конзервацију: 
- 17 скулптура од дрвета за изложбу "Готска пластика на Словенском";
- 20 слика Иване Кобилице у Љубљани;

- „Душанове заставе" из 14. века из Манстира Хиландар, Атос, Грчка;
- 7 посликаних застава из времена Милоша Обреновића из Историјског музеја Србије, Београд;
- Јефимијине завесе (са прекидима због конзервације 1.300 експоната из ризнице манастира Хиландара угрожених интервенцијом дезинсекције бојевим отровом на бази хлора, коју је спровео Ђунђерски). Акција спашавања је трајала више година, манастир Хиландар, Грчка;
- Иконе Варда Војина, Сарајево;
- Рококо женског костима из Народног музеја Љубљане;
- Четири осмртнице династије Обреновића из Историјског музеја Србије, Београд;
- Ручне ваге из династије Минг из Музеја за историју фармације у Београду;
- „Плаштенице Краља Милутина" из Музеја СПЦ, Београд;
- Јерусалимске иконе из приватног власништва;
- „Архијерејске митре - Катарине Бранковић Цељске" из фонда Музеја Српске Православне цркве, Београд;
- Непалских какемона из приватног власништва;
- Бројних слика и икона различитог порекла, из музеја Словеније и Србије и из приватних колекција.